# Low Thia Khiang
Low Thia Khiang (n. Singapur, 5 de septiembre de 1956) es un empresario y político retirado singapurense que ejerció como Secretario General del Partido de los Trabajadores (WP) entre 2001 y 2018, y líder de la Oposición en el Parlamento de Singapur entre 2006 y 2018. Fue Miembro del Parlamento (MP) desde 1991, representando primero a la circunscripción uninominal (SMC) de Hougang del 31 de agosto de 1991 al 6 de mayo de 2011, y posteriormente a la división de Bedok Reservoir - Punggol de la circunscripción de representación grupal (GRC) de Aljunied desde el 6 de mayo de 2011 al 23 de junio de 2020. Con 28 años, 9 meses y 23 días de servicio parlamentario, Low fue el dirigente político ajeno al hegemónico Partido de Acción Popular (PAP) con más tiempo en el legislativo singapurense, así que como el líder de la Oposición que más tiempo ha ocupado dicho cargo.
Low se unió al WP en 1982 y compitió por primera vez como miembro del Grupo de Candidatos del partido en la circunscripción grupal de Tiong Bahru en las elecciones de 1988, ubicándose en el segundo puesto. En los comicios de 1991 compitió como candidato del WP en la SMC de Hougang y obtuvo el 52,82% de los votos, convirtiéndose en el segundo parlamentario del partido desde la independencia, después del Secretario General J. B. Jeyaretnam. Retuvo el escaño para el partido por márgenes holgados en 1997, 2001 y 2006, destacando su triunfo ese último año con un 62,74% de los votos. Hasta la fecha, Hougang prevalece como la circunscripción parlamentaria que más tiempo ha sido retenida por un partido opositor. En 2001, con la renuncia de Jeyaretnam al liderazgo del WP y posteriormente al partido, Low asumió como nuevo Secretario General.
Bajo el liderazgo de Low, el WP comenzó un proceso de notable crecimiento en su rendimiento electoral, recuperando su papel como principal oponente histórico del PAP en las elecciones de 2006. En 2011 anunció que no competiría por la reelección en Hougang y en su lugar buscaría disputar la circunscripción de representación grupal de cinco escaños de Aljunied. En dichos comicios Low y su equipo protagonizaron un histórico resultado al imponerse con el 54,72% de los votos, la primera victoria de cualquier partido opositor en un distrito de representación grupal desde su instauración. El WP retuvo Hougang, garantizando la que sería entonces su mayor representación parlamentaria con 6 escaños electos y 2 NCMPs. El equipo del WP retendría Aljunied en 2015 por un margen escaso. Low enfrentó una disputa por el liderazgo del partido en 2016, presentada por Chen Show Mao, de la que salió victorioso. En 2018 anunció su renuncia como Secretario General, entregando el cargo al también parlamentario por Aljunied Pritam Singh.
El 30 de abril de 2020 fue hospitalizado en la unidad de cuidados intensivos del Hospital Khoo Teck Puat con una lesión en la cabeza, siendo dado de alta el 21 de mayo. Poco después el WP anunció que Low no buscaría la reelección como parlamentario en las elecciones de ese año como parte de una estrategia para buscar el rejuvenecimiento y la renovación del partido, y que se retiraría de la política, aunque se mantendría cercano a su partido en carácter de asesor cuando el liderazgo de este lo convocara.